# Cryptocala melanos
Cryptocala melanos är en fjärilsart som beskrevs av Otto Zöllner Schorr 1920. Cryptocala melanos ingår i släktet Cryptocala och familjen nattflyn. Inga underarter finns listade i Catalogue of Life.